# 'Ndrina Mammoliti
I Mammoliti sono una 'ndrina potente di Oppido Mamertina e Castellace quali fanno capo i Rugolo , i Nava, i Cosoleto, i Luppino e i Romeo con loro imparentate.
Operano nel narcotraffico e nella gestione di attività agricole, compiono estorsioni e hanno praticato anche il sequestro di persona. All'estero hanno basi in Germania, in particolare nel Baden-Württemberg e in Baviera.
I Mammoliti-Rugolo è alleata dei Piromalli e dei Mazzaferro.

## Storia

### La faida di Castellace
Negli anni Cinquanta scoppia una faida con i Barbaro di Castellace. Nell'ottobre 1954 Domenico Barbaro uccide Francesco Mammoliti, allora capobastone. Gli succede il figlio Vincenzo Mammoliti fino alla sua morte nel 1988, il nuovo capo diventa Saverio Mammoliti.
Il 7 novembre 1954 i Mammoliti per vendetta uccidono Francesco Barbaro e altri loro affiliati. Autore dell'omicidio sarebbe Vincenzo Mammoliti, figlio di Francesco, ma che fu rilasciato per insufficienza di prove.
Il 19 gennaio 1955, Giovanni Barbaro, fratello di Francesco viene ucciso con 31 colpi di arma da fuoco. Vincenzo viene nuovamente assolto ed invece viene condannato per omicidio suo fratello Antonio Mammoliti.
La faida continuò fino all'omicidio di Domenico Barbaro avvenuto a Perugia nel 1978, dopo che ebbe trascorso 26 anni in prigione per l'omicidio di Francesco Mammoliti nel '54. La faida fu vinta dai Mammoliti e i Barbaro furono costretti a trasferirsi al vicino comune di Platì.

### La commissione provinciale e il caso del barone Cordopatri
Dal 1988 il nuovo capo è Saverio Mammoliti.
Dopo la seconda guerra di 'ndrangheta negli anni novanta fanno parte della commissione provinciale, organo creato ad hoc dalla 'ndrangheta per meglio gestire gli affari e le relazioni fra le 'ndrine.
Il 10 luglio 1991 viene ucciso a Reggio Calabria il Barone Antonio Cordopatri, l'accusa cade sulla 'ndrina Mammoliti in quanto questi volevano ottenere i terreni della famiglia Cordopatri a costo irrisorio (per esercitare il predominio territoriale e lucrare profitti) ma il Barone si era sempre opposto a tali pretese denunciando il tutto all'autorità giudiziaria. Per tale vicenda viene condannato definitivamente Francesco Mammoliti come mandante.
Sempre in quel periodo il capobastone Saverio Mammoliti avrebbe nominato capo-società Renato Martorano dove in Basilicata fondò l'organizzazione criminale dei Basilischi.

### La faida di Oppido Mamertina
Nel 1992 scoppia la cosiddetta faida di Oppido Mamertina tra i Ferraro-Raccosta e i Mazzagatti-Polimeni-Bonarrigo che provocherà 22 morti.
L'ultima strage avviene l'8 maggio 1998 con l'uccisione di 4 persone.
Nel 2003, ormai in carcere, Saverio Mammoliti si dissocia dall'organizzazione e confessa che durante la faida i Mammoliti dettero l'appoggio ai Ferraro-Raccosta.

## Oggi
Il 23 gennaio 2019 in Valle d'Aosta vengono arrestate 16 persone di un sodalizio operanti come Locale di Aosta almeno dal 2014 e riconducibili ai Nirta Scalzone, ai Raso e ai Mammoliti tra cui un consigliere di Saint Pierre, uno di Aosta e un consigliere regionale dell'Union Valdôtaine (all'epoca dei fatti a lui contestati era assessore) e accusati a vario titolo di associazione mafiosa, concorso esterno, traffico di droga, estorsione. L'associazione trafficava in droga proveniente dalla Spagna.

## Esponenti di spicco
- Francesco Mammoliti (1901 - 1954), capobastone ucciso nel 1954 a colpi di lupara durante la faida con i Barbaro[10].
- Saverio Mammoliti (13 gennaio 1942)[3], figlio di Francesco, capobastone, detto Don Saro. Nel 2003 si dissocia dalla 'ndrangheta[11].
- Domenico Rugolo
- Antonino Mammoliti
- Francesco Mammoliti (1947) con almeno dote di santista[12]
- Francesco Mammoliti (2000), arrestato nel 2020 nell'operazione Koleos insieme a Domenico Mammoliti[13]